# Енріко Фермі
Енрі́ко Фе́рмі  (італ. Enrico Fermi; 29 вересня 1901 — 28 листопада 1954) — італійський фізик, відомий своїми працями в галузі ядерної, квантової і статистичної фізики. Серед його досягнень — відкриття ядерних реакцій, що відбуваються при опроміненні речовини нейтронами, в результаті яких народжуються нові радіоактивні елементи.
До його теоретичних робіт належать: вивчення слабкої взаємодії, одної з фундаментальних взаємодій, і роботи з квантової статистики ферміонів (разом із Полем Діраком). Він запропонував концепцію енергії Фермі.
Лауреат Нобелівської премії з фізики (1938). Лауреат премії Румфорда Американської академії мистецтв і наук (1953) та багатьох інших наукових відзнак.
Отримавши Нобелівську премію Фермі з дружиною й дітьми емігрував до Сполучених Штатів. Причиною еміграції була політика фашистського уряду Італії щодо євреїв. Дружина Фермі сповідувала юдейську віру.
Фермі був провідним учасником Мангеттенського проєкту.

## Біографія
Енріко Фермі народився у Римі в родині Альберто Фермі (італ. Alberto Fermi), головного інспектора міністерства сполучень та Іди де Ґаттіс (італ. Ida de Gattis), вчительки початкової школи. Він був молодшим із трьох дітей. У дитинстві йому довелося пережити смерть свого старшого брата Джуліо, разом з яким Енріко любив займатися з різними технічними пристроями. Брат помер у 1915 році під час операції по видаленню абсцесу в гортані. Після цієї події характер Енріко став замкнутішим. Весь свій вільний час хлопчик присвячував читанню книг з фізики та математики.
Одною з перших наукових книг, опрацьованих Фермі, була написана латиною «Elementorum physicae mathematicae (1840)», єзуїтом Андреа Караффо, викладачем Коледжо Романо. У книзі, яку Енріко придбав на ринку Кампо деї Фйорі, розглядалися питання математики, класичної механіки, астрономії, оптики й акустики. Примітки, залишені у книзі свідчать про те, що Фермі опрацював її ґрунтовно. Разом із товаришем, також майбутнім фізиком, Енріко Персіко він працював над різноманітними фізичними проєктами: будував гіроскопи, вимірював магнітне поле Землі, визначав точну густину питної води. Товариш батька Адольфо Амідеї, помітивши здібності юнака, дав йому декілька книг з фізики й математики.

### Навчання
Видатні пізнання Енріко у математиці та фізиці, набуті в основному в результаті самоосвіти, дозволили йому одержати у 1918 році стипендію і поступити у Вищу нормальну школу при Пізанському університеті, де він згодом отримав свої перші наукові ступені. Абітурієнти повинні були скласти іспит, одним із завдань якого було написання есе на наукову тему. Тема есе Фермі називалася «Властивості звуку», і хлопець використав у ньому розклад у ряд Фур'є для розв'язку диференціального рівняння з частинними похідними, які описують коливання струни. Екзаменатор, професор Джуліо Піттато, після співбесіди з Фермі зауважив, що роботу можна рекомендувати на докторську дисертацію. Навчаючись у школі, Фермі заприятелював із Франко Расетті, з яким пізніше виконав багато досліджень. Між 1919 та 1923 Фермі самостійно вивчав загальну теорію відносності, квантову механіку й атомну фізику, які тоді були тільки на зорі свого розвитку. Знання Фермі з квантової механіки досягли такого рівня, що професор Луїджі Пучч'янті попросив його організувати семінар, присвячений новому розділу фізики. Того часу хлопець опанував тензорний аналіз, математичний апарат загальної теорії відносності, розроблений Грегоріо Річчі та Тулліо Леві-Чивітою.
На третьому році навчання Фермі опублікував у фізичному науковому журналі Nuovo Cimento свою першу наукову роботу «Щодо динаміки твердотільних систем електричних зарядів у перехідних умовах». Його друга робота називалася «Про електростатику однорідного гравітаційного поля електромагнітних зарядів та про вагу електромагнітних зарядів». Роботи стосувалися питання електромагнітної природи маси. Ще через рік вийшла робота «Виправлення сильної розбіжності між електродинамічною теорією та релятивістською електромагнітних зарядів. Інерція й вага електрики». Робота була настільки вдалою, що її переклали німецькою й опублікували у престижному науковому журналі Physikalische Zeitschrift.
У 1922 Фермі опублікував роботу «Про явища поблизу лінії часу», в якій він запровадив так звані координати Фермі й довів, що поблизу лінії часу простір стає евклідовим. У тому ж році Фермі закінчив Вищу нормальну школу.
1923 року, в додатку до італійського видання книги «Математична теорія відносності» Копффа, Фермі вперше зазначив, що формула Ейнштейна (E = mc2) свідчить про величезні запаси ядерної енергії, які можна було б використати.
Науковим керівником Фермі, коли він працював над дисертацією доктора філософії, був професор Луїджі Пучч'янті. У 1923 році Фермі отримує відрядження до Німеччини, в Геттінген, на стажування до Макса Борна. У 1924 Фермі провів семестр в Геттінгенському університеті, а потім ще декілька місяців в Лейдені у Пауля Еренфеста. Із січня 1925 до осені 1926 Фермі викладав у Флорентійському та Римському університетах. У цей час він отримує свій перший вчений ступінь «вільного доцента» і, що найголовніше, публікує свою знамениту роботу з квантової статистики, у якій він незалежно від Поля Дірака розробив статистику частинок з напівцілим спіном, що підпорядковуються принципу Паулі, котрі згодом отримали назву «ферміонів».

### Професура в Римі
У віці 24 років Фермі отримав професуру в Римському університеті, перемігши в конкурсі, який проводив професор Орсо Маріо Корбіно, директор Інституту фізики. Корбіно допоміг Фермі набрати людей у свій відділ. Туди потрапили Едоардо Амальді, Бруно Понтекорво, Франко Расетті та Еміліо Сегре. З групою Фермі, яку прозвали «хлопці з віа Панісперна», працював теоретик Етторе Майорана. Група почала працювати над своїми відомими експериментами, але 1933 року Расетті виїхав із Італії в Північну Америку, Понтекорво поїхав у Францію, а Сегре перейшов викладати в Палермо. У 1928 році 27-річного Фермі обирають членом Королівської Академії наук Італії, а ще через рік — членом-кореспондентом АН СРСР. Фермі залишався в Римі до 1938.
Римська група Фермі зробила значний внесок у експериментальну й теоретичну фізику. Зокрема, вона працювала над вивченням бета-розпаду, для пояснення якого Вольфганг Паулі постулював у 1930 існування нейтрино. Група відкрила повільні нейтрони, що було важливим для майбутньої побудови ядерних реакторів. Бомбардуючи повільними нейтронами ядра хімічних елементів, група близько підійшла до відкриття поділу ядра. Однак, поділ ядра тоді вважався дуже малоймовірним, і, хоча хімік Іда Ноддак критикувала Фермі, вказуючи, що серед продуктів ядерних реакцій повинні бути й легші хімічні елементи, Фермі відкинув це припущення ґрунтуючись на своїх теоретичних розрахунках.
Фермі відомий простотою своїх розв'язків. Він починав з найпростіших оцінок, і детально вивчав проблему тільки тоді, коли вважав, що вона того варта. У ньому поєднувалися теоретик і експериментатор. Він мав великий вплив на багатьох фізиків, що працювали з ним, зокрема на Ганса Бете. Ще з дитинства Фермі ретельно записував розв'язані задачі в записник, і пізніше часто використовував готові розв'язки для нових проблем.
Фермі, як і багато італійських вчених того часу, був членом фашистської партії. Разом з тим, у 1928 році він одружився з Лаурою Капон, яка походила з відомої єврейської родини, і до 1938 року у них було двоє дітей: Нелла і Джуліо.

### Мангеттенський проєкт

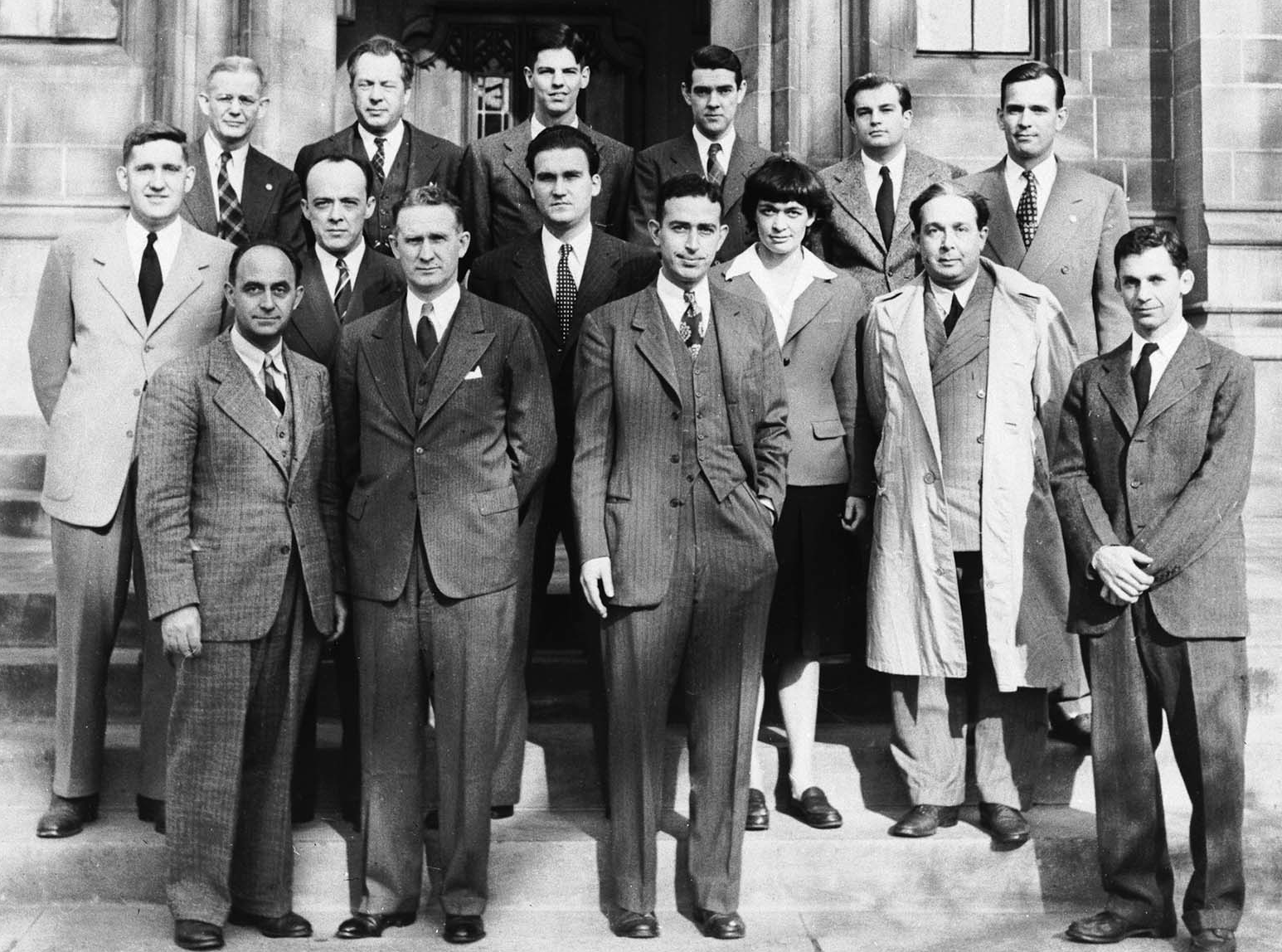
Фермі (нижній зліва), Лео Сілард (другий справа внизу) разом із колегами з проєкту

У 1938 Фермі отримав Нобелівську премію за «демонстрацію існування нових радіоактивних елементів, утворених при опроміненні нейтронами, і за пов'язані відкриття ядерних реакцій, викликані повільними нейтронами». Отримавши премію в Стокгольмі, він з дружиною Лаурою та дітьми емігрував у Нью-Йорк. В основному таке рішення було зумовлене «Расовим маніфестом» фашистського режиму Беніто Муссоліні, який у ті роки пішов на зближення з німецьким нацизмом. Новий закон загрожував Лаурі, яка була єврейкою. Крім того за новим законом втратила роботу більша частина асистентів Фермі. Незабаром після прибуття в Нью-Йорк Фермі розпочав роботу в Колумбійському університеті.
У грудні 1938 німецькі хіміки Отто Ган та Фріц Штрассманн послали в Naturwissenschaften рукопис, у якому повідомляли про детектування барію після бомбардування урану нейтронами
. Водночас вони повідомили про свої результати Лізу Майтнер. Ліза зі своїм племінником Отто Фрішем правильно інтерпретували ці результати як наслідок розпаду ядра. За порадою Георга Плачека Фріш повторив ці дослідження й підтвердив їхні результати.
У січні 1939 року Фермі висловив думку, що при поділі ядра урану слід очікувати випускання швидких нейтронів і що, коли кількість нейтронів, які вилетіли, буде більшим за кількість поглинутих, то тоді шлях до ланцюгової реакції буде відкритим (до нього це теоретично передбачав, але не зміг отримати Лео Сілард). Проведений експеримент підтвердив наявність швидких нейтронів, хоча їх кількість на один акт поділу залишилась не достатньо точно визначеною.
У той же час Фермі почав працювати над теорією ланцюгової реакції в урано-графітовій системі. До весни 1941 року ця теорія розроблялась, а вже влітку розпочалась серія експериментів, головним завданням яких було вимірювання нейтронного потоку. Разом з Г. Андерсоном було проведено близько тридцяти дослідів, і в червні 1942 року було досягнуто значення коефіцієнта розмноження нейтронів більшого за одиницю. Це означало можливість отримання ланцюгової реакції у достатньо великій ґратці з урану і графіту й послужило початком розробки конструкції водно-графітового реактора. Фермі зробив поправку до отриманого значення коефіцієнта розмноження й врахував це в розмірах планованого котла, розробив метод визначення критичних розмірів системи. Крім того, боячись, що атмосферний азот буде поглинати нейтрони, Фермі наполіг на тому, щоб уся величезна конструкція реактора була поміщена у гігантський намет з тканини для оболонок аеростатів. Таким чином з'явилась можливість підтримувати відповідний склад середовища, що оточувало реактор. Будівництво реактора розпочалось в Металургійній лабораторії Чиказького університету у жовтні, а завершилось 2 грудня 1942 року. У лабораторії під стадіоном англ. Stagg Field Stadium на цьому реакторі під назвою англ. Chicago Pile-1 (CP-1) було проведено експеримент, що продемонстрував першу самопідтримну ланцюгову ядерну реакцію. Роботи металургійної лабораторії були ініційовані урядом США, який збирався використати результати з військовою метою. Пошуком матеріалів для металургійної лабораторії займався Артур Комптон, він же й запросив Фермі у проєкт. Наступні два роки Фермі продовжував досліди з реактором, а також займався розробленням нової конструкції реактора для Аргоннської національної лабораторії (англ. Argonne National Laboratory).
1944 року Фермі із дружиною отримали американське громадянство. Якийсь час він спіпрацював з компанією «DuPont», а в серпні 1944 року почав працювати в Лос-Аламоській Національній лабораторії в Нью-Мексико. Фермі став одним з керівників Мангеттенського проєкту. Він супроводжував багато експериментів проєкту, у тому числі перше випробування бомби в Аламогордо (англ. Alamogordo test range). Також він був одним з наукових консультантів президента Гаррі Трумена з питань використання атомної бомби у військових цілях.
У 1946 році він повернувся у Чикаго й обійняв посаду професора в Чиказькому інституті ядерних досліджень, який тепер носить його ім'я. Він продовжив свої дослідження в області ядерної фізики та фізики елементарних частинок. Крім цього, з 1950 року він став одним з перших членом Комітету радників при Комісії з атомної енергії США (англ. United States Atomic Energy Commission).

### Останні роки
Фермі був дуже одержимий і захоплений наукою. У віці близько 50 років, маючи величезний запас знань в галузі ядерної енергетики, він змінив напрямок своєї наукової діяльності і почав займатися фізикою частинок високих енергій і астрофізикою. І тут він зробив багато відкриттів: створив теорію походження космічних променів і розкрив механізм прискорення частинок в них (1949), розробив статистичну теорію множинного народження мезонів (1950), відкрив ізотопічний квадруплет, що став першим адронним резонансом (1952), вивчав взаємодію протонів з пі-мезонами.
Головною з особливостей фізичних ідей Фермі є їхнє довголіття. Низку останніх робіт цього вченого було оцінено лише після його смерті.
На схилі років Фермі, за словами Еміліо Сегре, збирався написати книжку, присвячену тим важким питанням фізики, що здавалися елементарними. Він почав навіть їх збирати і систематизувати. Але у нього не залишилося на це часу. У 1946 році у Фермі сказав, що зробив лише третину всієї своєї роботи. Він ущільнив свій робочий день до неможливого, щоб довершити решту дві третини роботи. За словами Бруно Понтекорво, і та «одна третина», яку встиг зробити Фермі з наміченого ним плану, гідна 6-ти — 8-ми Нобелівських премій, назавжди зберегла в науці ім'я цього винятково обдарованого вченого.
Літо 1954 Фермі провів у Європі, перебуваючи на останній стадії раку шлунка. Він побував з лекціями у Франції, Німеччині та Італії, зустрівся з давніми друзями. Після повернення в Чикаго Фермі два місяці відвідував різні медичні процедури. Він помер уві сні 28 листопада 1954 у віці 53 роки.

## Вшанування пам'яті

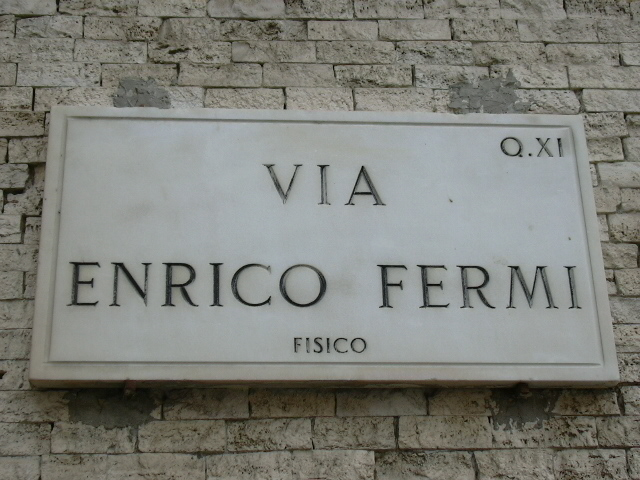
Рим. Вулиця Енріко Фермі

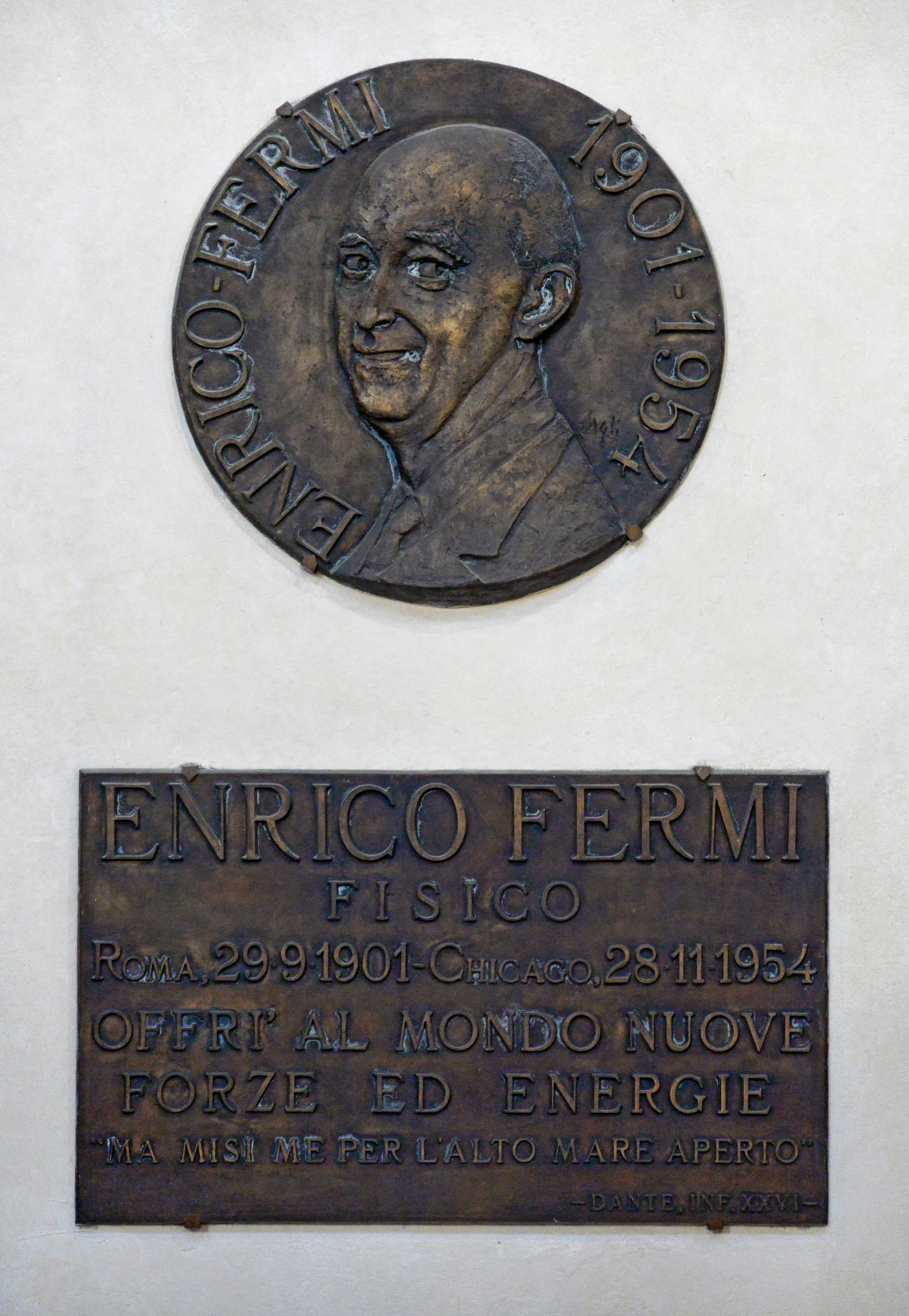
Меморіальна дошка в базиліці Санта Кроче у Флоренції (Італія)

Незадовго до смерті Фермі Комісія х атомної енергії заснувала спеціальну премію для науковця. З 1956 Року ця премія стала носити назву Премія Енріко Фермі і вручатись на регулярній основі. Премією нагороджуються науковці, що зробили видатний внесок в галузь дослідження, використання і виробництва енергії. На честь науковця названо 100-й хімічний елемент — фермій. Його ім'я носять Чиказький інститут ядерних досліджень, Національна прискорювальна лабораторія (Фермілаб) и космічний телескоп, а також вулиці багатьох італійських міст.
На сайті Аргонської національної лабораторії його названо «останнім універсальним науковцем» (англ. last universal scientist).
У 1970 році Міжнародний астрономічний союз присвоїв ім'я Енріко Фермі кратеру на зворотному боці Місяця. Також його ім'я дано одному з астероїдів головного поясу, що був відкритий 19 січня 1994 року.

## Наукові праці
- Ферми Э. Молекулы и кристаллы. — М. : Иностранная литература, 1947. — 268 с.
- Ферми Э. Ядерная физика. — М. : Иностранная литература, 1951. — 346 с.
- Ферми Э. Лекции по атомной физике. — М. : Иностранная литература, 1952. — 124 с.
- Ферми Э. Элементарные частицы. — М. : Иностранная литература, 1953. — 104 с.
- Ферми Э. Лекции о π-мезонах и нуклонах. — М. : Иностранная литература, 1956. — 110 с.
- Ферми Э. Квантовая механика. — М. : Мир, 1968. — 368 с.
- Ферми Э. Термодинамика. — Х. : ХГУ, 1969. — 140 с.

## Патенти на винаходи
- US Patent 2206634, "Process for the Production of Radioactive Substances", issued July 1940
- US Patent 2836554, "Air Cooled Neutronic Reactor", issued April 1950
- US Patent 2524379, "Neutron Velocity Selector", issued October 1950
- US Patent 2852461, "Neutronic Reactor", issued September 1953
- US Patent 2708656, "Neutronic Reactor", issued May 1955
- US Patent 2768134, "Testing Material in a Neutronic Reactor", issued October 1956
- US Patent 2780595, "Test Exponential Pile", issued February 1957
- US Patent 2798847, "Method of Operating a Neutronic Reactor", issued July 1957
- US Patent 2807581, "Neutronic Reactor", issued September 1957
- US Patent 2807727, "Neutronic Reactor Shield", issued September 1957
- US Patent 2813070, "Method of Sustaining a Neutronic Chain Reacting System", issued November 1957
- US Patent 2837477, "Chain Reacting System", issued June 1958
- US Patent 2931762, "Neutronic Reactor", issued April 1960
- US Patent 2969307, "Method of Testing Thermal Neutron Fissionable Material for Purity", issued January 1961